# 급조폭발물

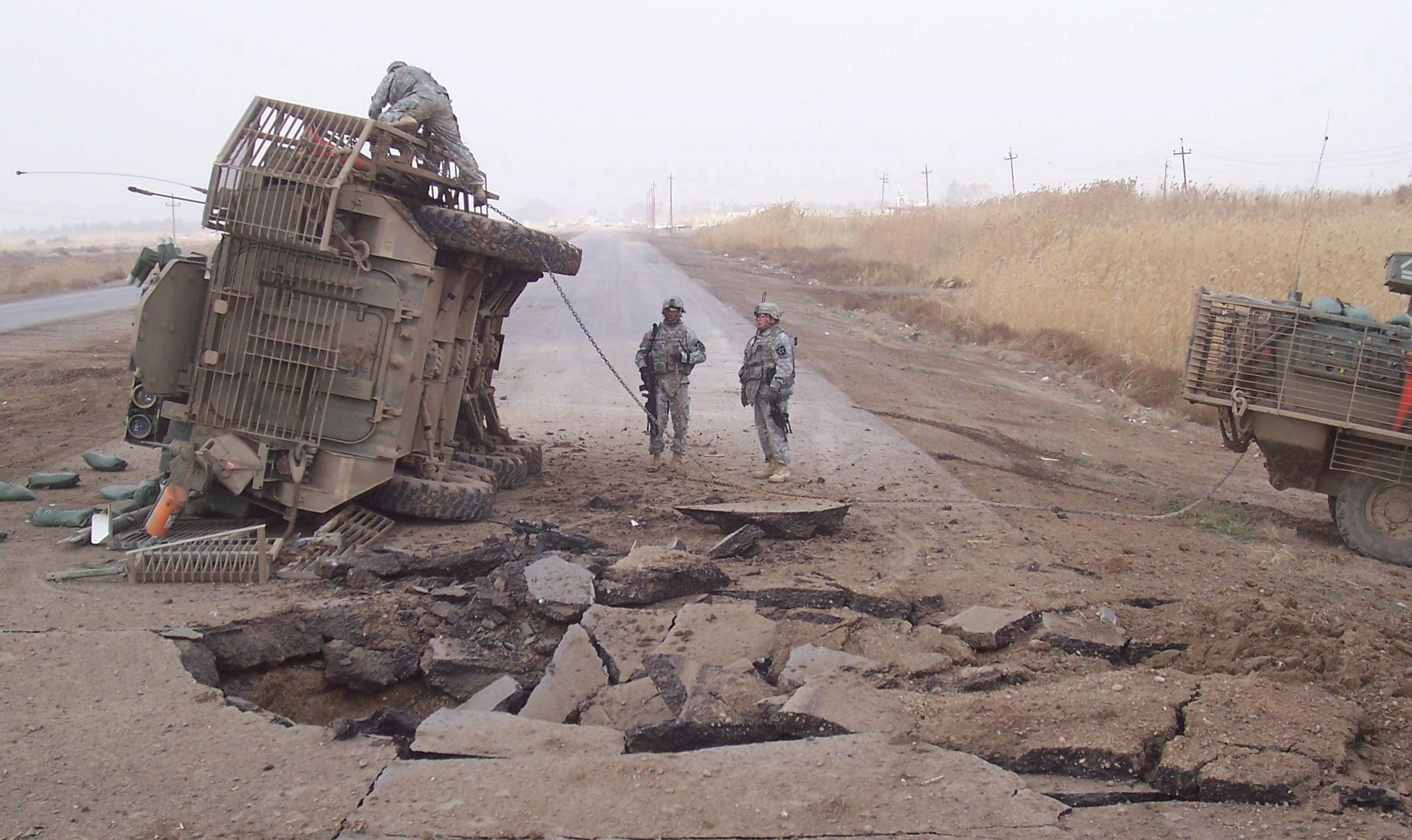
2007년 이라크에서 미국 육군의 스트라이커 장갑차가 매설된 IED에 당해 뒤집혀 있다.

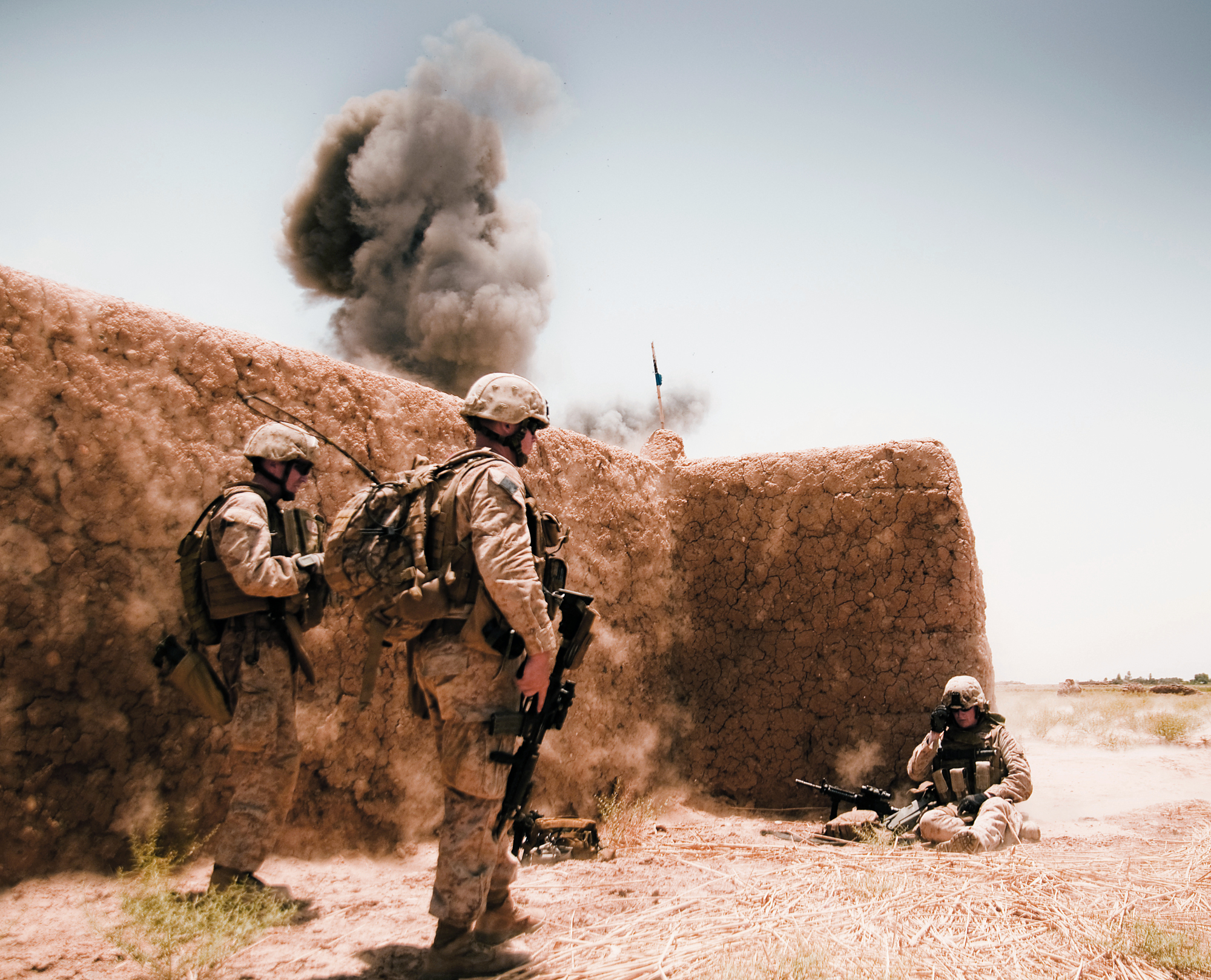
2010년 6월 아프가니스탄에서 미국 해병대와 EOD(폭발물처리반)가 IED를 폭파시키고 있다.

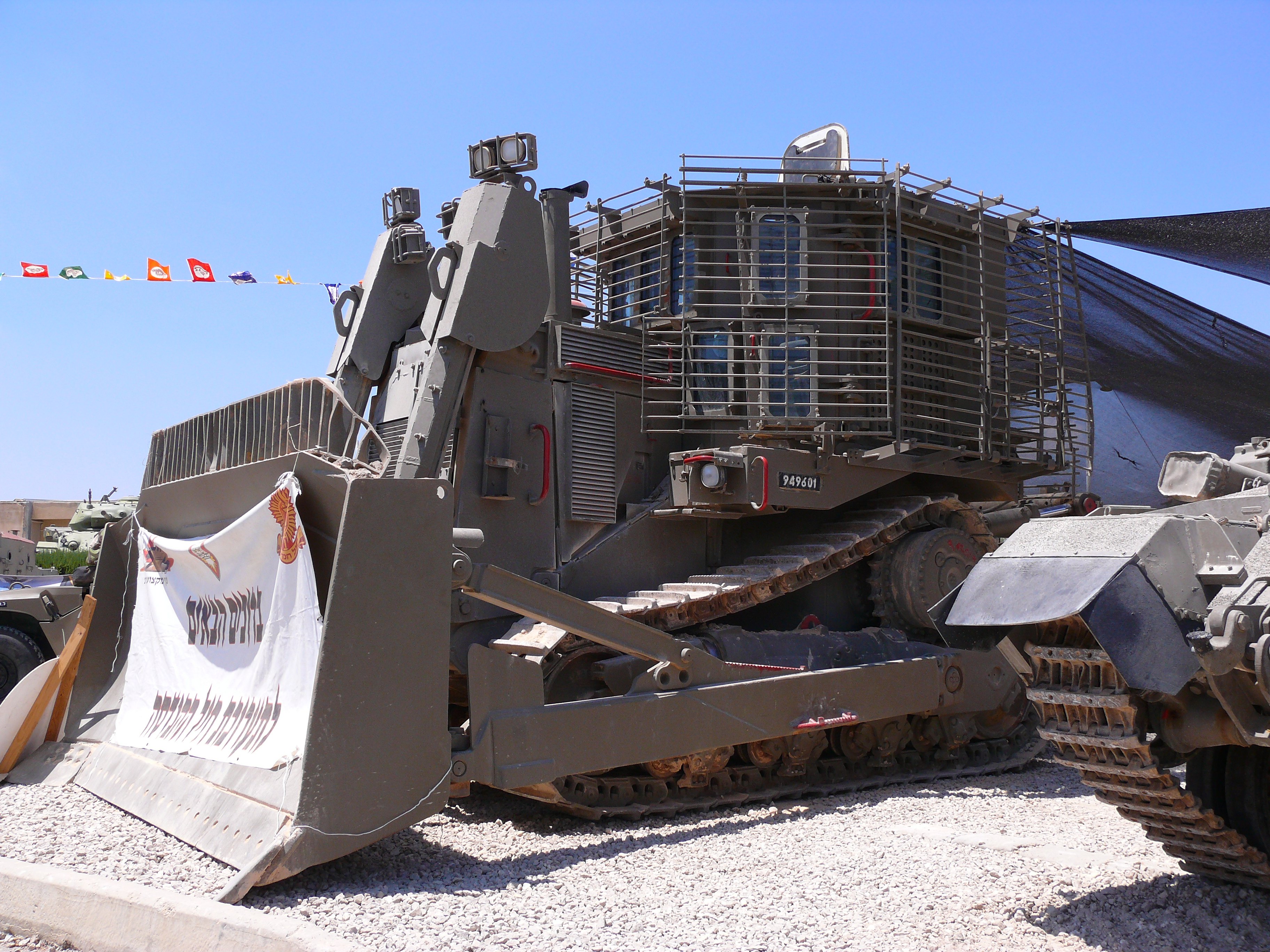
이스라엘군의 Caterpillar D9 불도저는 IED를 제거하는 데 사용된다.

급조폭발물(영어: improvised explosive device; IED)이란 사제폭발물이다. IED의 재료로 ANFO가 많이 사용되는데, ANFO 폭약으로 만든 IED를 비료폭탄(fertilizer bomb)이라고도 부른다.

## ANFO
ANFO 폭약은 석탄탄광, 금속탄광, 민간의 건축공사 등에서, 최근에도 가장 널리 사용되는 폭발물이다. 북아메리카의 1년 폭발물 사용량인 270만톤(60억파운드)의 80%가 ANFO 폭약이다. ANFO는 급조폭발물(IED)에도 사용된다. 이를 비료폭탄(fertilizer bomb)이라고 부른다.

## 같이 보기
- ANFO
- 임의조제폭발물
- 아네르스 베링 브레이비크 - 2011년 노르웨이 테러에서 브레이비크는 비료폭탄을 사용한 것으로 알려졌다.
- 미육군 TM 31-210 교본